# Lonicera guatemalensis
Lonicera guatemalensis är en kaprifolväxtart som beskrevs av M.E. Velez-perez och E. Carrillo. Lonicera guatemalensis ingår i släktet tryar, och familjen kaprifolväxter. Inga underarter finns listade i Catalogue of Life.